# レジェンド -明日への翼-
『レジェンド -明日への翼-』（レジェンド あしたへのつばさ）は、クエストより1991年5月31日に発売されたゲームボーイ用ロールプレイングゲーム。

## 評価
ファミコン通信クロスレビューでは7、6、7、5の25点。レビュアーはドラゴンクエストのようなよくあるRPGでシステムにも新鮮さは薄く刺激されないが安心してプレイできる、ゲームバランスがよく遊びやすい、素直に夢中になれRPGファンにはもってこいとした一方で戦闘中のパーティの数値が最初しかわからず不親切、ウィンドウを閉じるのにBボタンを毎回押す必要がある、キャラクターは味方だけでなく敵まで可愛くあまり倒してやる気持ちになれないとした者とエンカウントはかなり多くやや困りものだが可愛いからまだいいとする者がいた。